# 100 års barndom: 1980-1990 - Fattig-firserne eller forandrings-firserne
100 års barndom: 1980-1990 - Fattig-firserne eller forandrings-firserne er en dokumentarfilm instrueret af Marianne Kemp efter manuskript af Johannes Møllehave.

## Handling
Børnene er i fokus i denne beretning om et århundrede, der for første gang i historien kan skildres i levende billeder. En filmmosaik i ti dele bestående af private og professionelle filmoptagelser, samt udsagn fra vidner, der var børn dengang. Firserne er præget af angst og intolerance og forskellen mellem rig og fattig er igen mærkbar. Gæstearbejdere fra andre lande er nu kommet for at blive. Førhen protesterede unge med blomster og slagord. Nu står den på brosten, tåregas og husbesættelser. Håret farves og rotter bliver et kæledyr. Mange børn oplever forældrenes skilsmisse - og bliver delebørn. Stormagterne opruster, og mange danskere mister troen på fremtiden. Optimismen blomster op igen, da Berlinmuren falder i 1989.